# Observador (física quântica)
Na mecânica quântica, um observador é qualquer aparelho de medição quântica capaz de extrair o valor de um observável, como as componentes de momento e de spin de uma partícula . Há um equívoco comum de que é somente a mente de um observador consciente que causa o efeito observador em processos quânticos. Esse erro está enraizado em um mal-entendido da função de onda quântica ψ e do processo de medição quântica, no qual, em termos técnicos, ocorre a alteração do vetor que descreve o estado físico de um sistema após o processo experimental de medição, o que não quer dizer que um "observador", num sentido amplo, pode alterar a realidade no ato de observá-la.
A proeminência de ideias subjetivas ou antropocêntricas, como a ideia de um "observador", no início do desenvolvimento da teoria tem sido uma fonte de amplo discussão e debate filosófico. Várias visões religiosas e filosóficas dos movimentos metafísicos ou ocultistas das décadas de 1970 e 1980 dão ao dito "observador" um papel privilegiado, ou então restringem quem ou o que pode ser um "observador". A veracidade dessas afirmações não é credibilizada por nenhum tipo de pesquisa revisada por pares. Como exemplo de uma dessas afirmações, Fritjof Capra declarou: "A característica crucial da Física atômica reside no fato de que o observador humano não é necessário apenas para a observação das propriedades de um objeto mas, igualmente, para a definição dessas propriedades".

A Interpretação de Copenhague da mecânica quântica, que é a interpretação mais aceita entre os físicos, indica que um "observador" ou uma "medida" se referem apenas a processos físicos. Um dos fundadores da interpretação de Copenhague, Werner Heisenberg, escreveu:
É claro que o aparecimento do observador não deve ser interpretado como implicando que atributos subjetivos de algum tipo venham comparecer na descrição da Natureza. O observador restringe sua função ao registro de decisões, isto é, a processos no espaço e tempo, e não importa se o observador seja uma máquina ou um ser humano; mas esse registro, isto é, a transição do “possível” ao “real”, é aqui absolutamente necessário e não pode ser omitido da interpretação da teoria quântica.
Niels Bohr, também um dos fundadores da interpretação de Copenhague, escreveu (tradução livre):
Toda formação não ambígua a respeito de objetos atômicos é derivada a partir de marcas permanentes como uma marca em uma placa fotográfica, causada pelo impacto de um elétron  nos corpos que definem as condições experimentais. Longe de envolver alguma complexidade especial, os efeitos de amplificação irreversíveis sobre os quais a mensuração da presença de objetos atômicos baseia-se nos lembram da irreversibilidade essencial inerente no próprio conceito de observação. A descrição do fenômeno atômico, nesse respeito, tem um caráter perfeitamente objetivo, no sentido de que nenhuma referência explícita é feita a nenhum observador individual e que portanto, com o cuidado certo às exigências relativas, nenhuma ambiguidade é envolvida na comunicação da informação.

Na mesma linha, Asher Peres argumenta que os "observadores" em mecânica quântica são (novamente, em uma tradução livre)
[...] similares aos onipresentes “observadores” os quais enviam e recebem sinais na forma de luz na relatividade restrita. Obviamente, esta terminologia não implica uma verdadeira presença de consciência humana. Estes "físicos fictícios" poderiam muito bem ser máquinas inanimadas capazes de executar todas as tarefas necessárias para observação, se programadas de acordo.

A participação do observador na medição, segundo a descrição de Paul Dirac, está associada aos observáveis do sistema quântico ψ considerado, por meio de seus autovalores e autovetores (tradução livre):

Quando medimos uma variável dinâmica real {\displaystyle \xi }, a perturbação envolvida na medição causa um salto no estado do sistema dinâmico. Partindo da continuidade física, se fizermos uma segunda medição da mesma variável dinâmica {\displaystyle \xi } imediatamente após a primeira, o resultado da segunda medição deve ser o mesmo que aquele da primeira [...]. Logo, depois que a primeira medição foi feita, o sistema está em um autoestado da variável dinâmica {\displaystyle \xi }, cujo autovalor para o qual pertence é igual ao resultado da primeira medição. Essa conclusão deve ser mantida mesmo se a segunda medida não for efetivamente realizada.

## História
No século XX a física foi forçada a re-avaliar o papel do observador, tanto na relatividade  e mecânica quântica. Na relatividade, os absolutos da física newtoniana foram banidos, e observações obtidas pelos observadores em diferentes pontos de referência tornaram relativas a tudo aquilo que estava disponível. Estas observações foram ligadas através de um sistema de transformações de coordenadas.

Em 1932, John von Neumann publicou o livro "Fundamentos Matemáticos da Mecânica Quântica", em que desenvolveu a estrutura matemática da teoria. Suas considerações se tornaram um ponto de referência para a maioria dos debates subsequentes das interpretações da mecânica quântica. Entretanto, para interpretar o problema da medição, von Neumann recorreu ao dualismo metafísico clássico:
[A percepção subjetiva] leva à vida interior intelectual do indivíduo, que é incontrolável pois deve ser tida como certa por qualquer tentativa de controle [empírico] [...]. No entanto, é um requisito fundamental da visão científica do mundo — o chamado princípio do paralelismo psicofísico — de que deve ser possível assim descrever o processo (na realidade) extrafísico da percepção subjetiva como se ocorresse no mundo físico, ou seja, atribuir às suas partes os processos físicos equivalentes no ambiente objetivo, no espaço comum [...]. Ou seja, devemos sempre dividir o mundo em duas partes, uma sendo o sistema observado, a outra, o observador.
Esse dualismo deu origem a muitas questões metafísicas à mecânica quântica, mas que representavam pseudo-problemas na perspectiva dos empiristas lógicos, que defendiam que proposições inverificáveis experimentalmente teriam absolutamente nenhum significado para a ciência. Essa posição tão irredutivel foi posteriormente criticada pelas inconsistências lógicas decorrentes; ainda assim, a ciência contemporânea valoriza a observação experimental quando se faz possível.